# Liste der Monuments historiques in Champfromier
Die Liste der Monuments historiques in Champfromier führt die Monuments historiques in der französischen Gemeinde Champfromier auf.

## Liste der Bauwerke
| Bezeichnung | Beschreibung                | Standort       | Kennzeichnung | Schutzstatus | Datum | Bild           |
| ----------- | --------------------------- | -------------- | ------------- | ------------ | ----- | -------------- |
| Grenzstein  | Anfang des 17. Jahrhunderts | La Buna (Lage) | PA00116360    | Classé       | 1926  | weitere Bilder |